# Ford C-Max

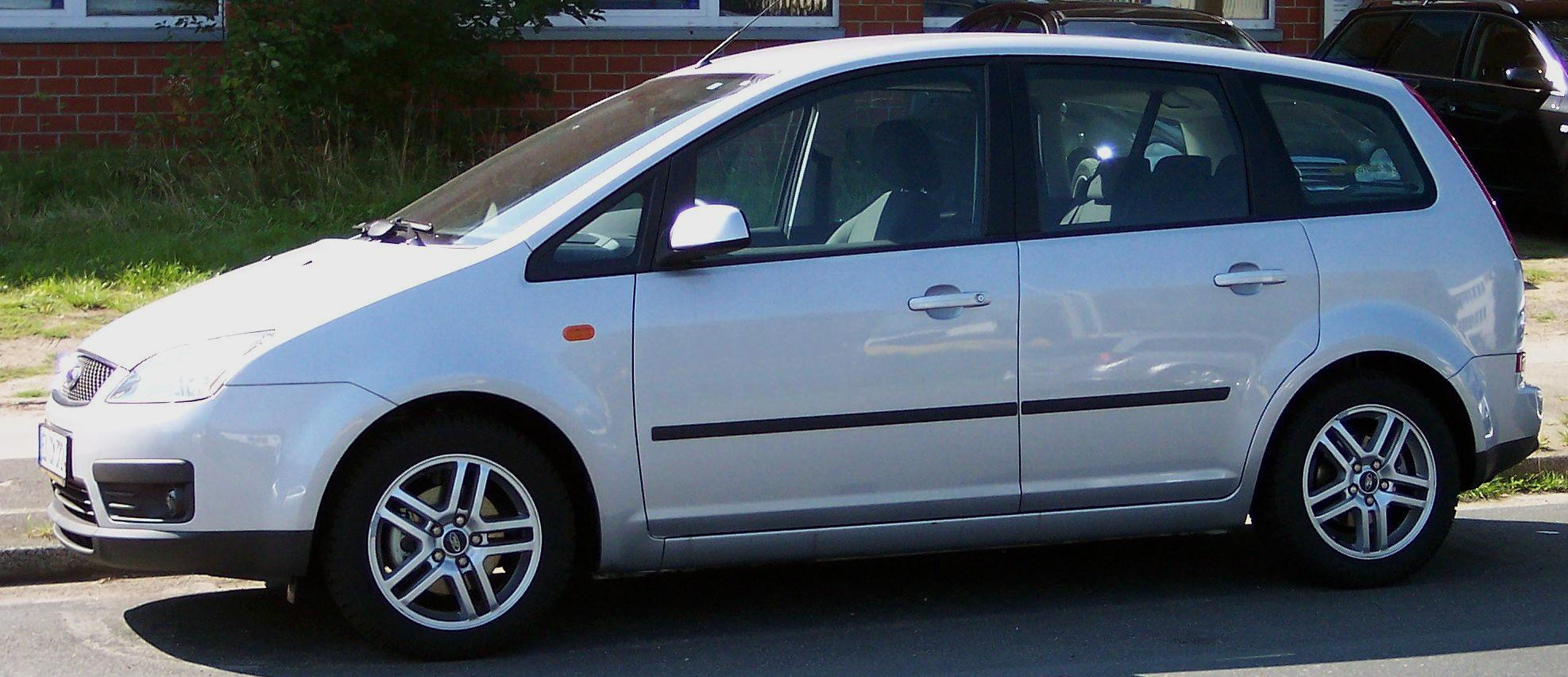
Ford Focus C-Max

Ford Focus C-Max är en så kallad MAV (Multi-Activity-Vehicle) bil. Den är väldigt lik vanliga Ford Focus men har en annan kaross där passagerarkomforten ligger före lastkomforten på Ford Focus. Detta gör att den riktar sig till familjer och äldre som har svårt att sätta sig och att lasta låga bilar. Den är anpassad för storstaden. Bilen är byggd på samma plattform som även Volvo och Mazda använder till sina nya modeller. Bilen är ritad av den svenska formgivaren Daniel Paulin.
Varianter sålda under varumärket Flexifuel: Detta är Fords 3:e generation motorer under varumärket Flexifuel där man kan tanka E85 (85%Sprit+15%Bensin) och bensin hur man vill. En sensor känner av blandningen och anpassar motorn efter detta. Motorn ger bättre effekt med E85 samt gynnar även miljön då. Garanterad start ner till -15 grader, är det kallare än så ökar man bensinandelen. Även en elektrisk motorvärmare följer med. En rad fördelar finns med E85 men finns det inte att tillgå så kör man på bensin som en vanlig Ford Focus C-MAX. Motorn kräver dock tätare oljebyten än bensinvarianten.

## Säkerhetssystem
Totalt finns 6 krockkuddar, fördelade på förare och passagerare krockkuddar med varsin sidokrockkudde samt sidokrockgardin för fram- och baksätespassagerarna på varsin sida. Låsningsfria bromsar (ABS) med panikbromsassistans (EBA) och bromskraftfördelning (EBD). Antisladd (ESP) och antispinn (TRC).